# 貝多芬序曲
貝多芬的序曲多為劇樂（dramatic）序曲，即為歌劇或舞劇服務的音樂，與19世紀浪漫主義音樂中的音樂會（concert）序曲有別。劇樂序曲的傳統最早可追溯自文藝復興時期的宮廷音樂，18世紀中期，「義式」序曲（快－慢－快）是劇樂的主流，法國地區亦然。早期的序曲稱為sinfonia或overture，隨著海頓與莫扎特對交響曲形式的發展，「序曲」已經可以視作是一個獨立的曲類。莫扎特的《唐·喬望尼》、《女人皆如此》、《魔笛》等歌劇中，將後續劇情的動機融入序曲，為此曲類帶來新方向。貝多芬的三首《雷奧諾拉》序曲承襲此理念，在曲中使用了對比性強烈的主題，這樣的手法也影響了韋伯及《自由射手》。
貝多芬為其唯一歌劇《费德里奥》創作了四版序曲，其他序曲則多為芭蕾舞劇或戲劇所作。《科里奧蘭》序曲在舞劇正式演出前即已登上音樂廳舞台。至於《普羅米修斯的造物》或《艾格蒙》雖原有多段配樂，今人對其所知多僅限於序曲部分。貝多芬在這些作品中展現了對樂隊編制的探索，包括開始在樂隊中應用新型態樂器（如活塞式銅管），從而使其普及在樂隊中。此外其序曲多採奏鳴曲式寫成，平衡之美與特有的戲劇性至今令人矚目。《第3號雷奧諾拉》、《科里奧蘭》及《艾格蒙》等三曲，迄今都是音樂會及錄音文獻的常客。

## 簡說
| 作品號 | 標題                  | 作曲      | 首演                           | 出版   | 題獻                               |
| ------ | --------------------- | --------- | ------------------------------ | ------ | ---------------------------------- |
| 43     | 普羅米修斯的造物      | 1800–01年 | 1801年3月28日，維也納城堡劇院  | 1804年 | Princess Christiane von Lichnowsky |
| 62     | 科里奧蘭              | 1807年    | 1807年3月                      | 1807年 | 海因里希·約瑟夫·馮·科林            |
| 138    | 雷奧諾拉（第1號）     | 1807年    | 1828年2月7日                   | 1838年 |                                    |
| 72a    | 雷奧諾拉（第2號）     | 1804–05年 | 1805年11月20日，維也納河畔劇院 | 1842年 |                                    |
| 72b    | 雷奧諾拉（第3號）     | 1805–06年 | 1806年3月29日，維也納河畔劇院  | 1810年 |                                    |
| 84     | 艾格蒙                | 1809–10年 | 1810年6月15日                  | 1810年 |                                    |
| 113    | 雅典的废墟            | 1811年    | 1812年2月10日                  | 1823年 | 腓特烈·威廉四世                    |
| 117    | 斯蒂芬王              | 1811年    | 1812年2月10日                  | 1826年 |                                    |
| 114    | 大廈獻禮 進行曲與合唱 | 1822年    |                                |        |                                    |
| 124    | 大廈獻禮              | 1822年    | 1822年10月3日，Josefstadt劇院  | 1825年 | Prince Nikolay Golitsïn            |

## 費黛里奧
歌劇《费德里奥》的劇情在此不作展開，惟該劇1805年11月20日在維也納河畔劇院首演時，所搭配的是現今被稱為「第2號雷奧諾雷」（作品72a）的序曲。1806年3月29日再次演出時，則使用「第3號雷奧諾雷」（作品72b）序曲，這版序曲較前版篇幅更大，尤其是再現部的加入，使第3號成為一結構完整的優秀作品。1814年，經過刪改的《費黛里奧》再次嘗試演出，貝多芬為此版劇本特別創作一首全新的E大調序曲，此即今日所知的《費黛里奧》標準序曲。
E大調的《費黛里奧》序曲是最晚完成的一個版本，其戲劇性和篇幅不若前版，不過以歌劇的揭幕音樂來說，是相當稱職的作品。同樣以奏鳴曲式寫成，亦有主題之間的個性對比。在序奏段，樂隊全體總奏的節奏主題象徵英雄（力量），法國號的二重奏則以優美、溫柔的旋律帶來強烈的反差。在快板段，法國號持續「擔任」雷奧諾雷的形象，負擔重要的角色。其中大音域的變化，對於當時仍普遍使用的自然號樂器來說，不啻是一大挑戰。
此版序曲的尾奏段記為急板（presto，第248小節起），與第3號雷奧諾雷序曲相似，皆暗示著終局的得勝。

### 第1號雷奧諾雷
第1號雷奧諾雷序曲在貝多芬生前沒有公開演出的機會，樂譜在貝多芬過世後被發掘，上附貝多芬手跡：《C大調個性序曲》（Overtura in C, charakteristische Overture）。1828年2月7日在維也納初次演出，1832年由哈斯林格（Haslinger）出版。關於這個版本的實際創作時間，考證認為應是1807年完成，是貝多芬為了因應1808年在布拉格的演出而作的。

### 第2號雷奧諾雷
最原始的《雷奧諾雷》序曲，用於1805年11月20日初版三幕劇本的首演。不過隨著其地位被第3號雷奧諾雷序曲所取代，此版本序曲立刻失去了關注，是以其出版時間甚至較第1號為晚，1842年始由布赖特科普夫与黑特尔出版。

### 第3號雷奧諾雷
承前述，第3號雷奧諾雷序曲是在1806年3月29日演出時所用的新版本序曲，其內容在第2號序曲的基礎上進行改善，是形式、內容均更佳充實的序曲版本。第3號雷奧諾雷序曲是以奏鸣曲式寫成的義式序曲。序奏段相當具有戲劇性，力度對比大，和聲走向則是渾沌、不明。例如透過平行小調的假終止，導向遠系的A♭大調（第9小節），之後的行為亦大部分圍繞著A♭音進行（通過半音階前往B小調，再返回第27小節的A♭大調等）。貝多芬在第9小節引用《費黛里奧》第二幕開頭弗洛雷斯坦（Florestan）的詠嘆調〈在那親愛的春日〉（In des Lebens Frühlingstagen），以這一段原來在劇情中角色訴求心靈救贖的音樂，來暗示《費黛里奧》屬於營救歌劇（opera au savetage）的性質。
奏鳴曲式的第一主題起於快板第37小節，由小提琴和大提琴演奏。這個主題在本曲後續以各種織度、力度作不同的使用，以推進音樂的發展。第二主題（第120小節）則由法國號奏出，不論是此一配器選擇，或以和聲分析的角度來看，都是貝多芬在書寫田園景態的典型手法。發展部最有趣的是號角獨奏的第272小節，引用《費黛里奧》第二幕第14首總理費南多（Fernando）抵達，軍號響起的一景。進入再現部，第一主題部分和呈示部有較多的不同（例如配器），第二主題部分則幾乎相同。
急板的終段象徵正義方的勝利，弦樂部門疊加進入的快速音群，不論是聽覺、視覺都相當引人期待。
除了間或作為音樂會曲目演奏之外，在馬勒的實驗下，現今也經常安排此版序曲在《費黛里奧》第二幕第二場之前進行演奏。

## 其他配樂

### 普羅米修斯
《普羅米修斯的造物》（Die Geschöpfe des Prometheus）是貝多芬的芭蕾音樂作品，為著名義大利舞蹈家薩爾瓦托雷·維加諾作品之配樂。序曲之外，貝多芬另作有十六段配樂，當中大部分已罕有人知。

### 科里奧蘭
莎士比亞的戲曲《柯里奧雷納斯》（Coriolanus，1607年）講述前5世紀的羅馬英雄柯里奧蘭（Coriolan）之事蹟，1804年維也納的海因里希·約瑟夫·馮·科林也發表了自己的《柯里奧蘭》戲曲，不過不同於莎士比亞版本，柯林筆下的英雄是以悲劇收場。貝多芬從柯林作品獲得靈感，所創作的《柯里奧蘭》序曲，充分捕捉了角色的悲劇性格，導奏的幾次總中止，則加強了戲劇性與期待。
《柯里奧蘭》序曲於1807年3月的一次私人場合中演出，當天一同演出的還有貝多芬的第4號交響曲、第4號鋼琴協奏曲。

### 艾格蒙
《艾格蒙》（Egmont）的故事背景是16世紀的低地國與其歷史人物，歌德為史實人物艾格蒙創作的戲曲完成於1788年，貝多芬則是受委為其創作配樂。同《普羅米修斯》般，《艾格蒙》亦有九段配樂之多，其中更使用了女高音、男聲旁白和完整的樂隊編制。演出得到了歌德本人以及E·T·A·霍夫曼的肯定，但時至今日，僅有序曲部分間或被演奏。

## 錄音節選
貝多芬的序曲在20世紀一直是熱門的錄音選擇，許多指揮都沒有錯過這套作品：
- 赫伯特·冯·卡拉扬.  (CD). Galleria. DG. 427 256-2.
- 查理·明希指揮波士顿交响乐团，RCA，2016年（發行）
- 罗杰·诺林顿指揮斯图加特广播交响乐团，SWR，2022年
- 奥托·克伦佩勒指揮愛樂管弦樂團，華納唱片，1990年
- 丹尼尔·哈丁指揮不来梅德意志室内爱乐乐团，Erato，1999年
- 塞尔·乔治指揮克利夫兰管弦乐团，索尼古典，2006年
- 尼古劳斯·哈农库特指揮欧洲室内乐团，華納唱片，2009年（發行）

## 參看
- 序曲
- 貝多芬作品列表